# Paróquias da diocese de Mogi das Cruzes
Esta é uma lista de paróquias da diocese de Mogi das Cruzes, uma circunscrição territorial da Igreja Católica no estado de São Paulo, Brasil. 
A diocese é dividida em nove regiões pastorais (Catedral, Suzano, Ferraz de Vasconcelos, Poá, Santa Isabel, Itaquaquecetuba, César de Souza, Brás Cubas e Salesópolis), totalizando 81 paróquias e 01 áreas pastorais e cerca de 129 padres (entre seculares e religiosos) e 18 diáconos permanentes. 
| Região pastoral       | Paróquia                                | Ereção Canônica | Observações                    |
| --------------------- | --------------------------------------- | --------------- | ------------------------------ |
| Catedral              | Sant'Ana                                | 1611            | Catedral Diocesana             |
| Catedral              | Nossa Senhora do Carmo                  | 1950            |                                |
| Catedral              | Nossa Senhora do Rosário                | 1958            |                                |
| Catedral              | Nossa Senhora do Socorro                | 1968            |                                |
| Catedral              | Sagrado Coração de Jesus                | 1968            | Santuário                      |
| Catedral              | Santo Antônio                           | 1968            |                                |
| Catedral              | São José Operário                       | 1977            |                                |
| Catedral              | Santa Cruz                              | 1977            |                                |
| Catedral              | Cristo Rei                              | 1983            |                                |
| Catedral              | São João Batista                        | 1984            |                                |
| Suzano                | São Sebastião                           | 1940            |                                |
| Suzano                | Bom Pastor                              | 1980            |                                |
| Suzano                | Santa Suzana                            | 1980            |                                |
| Suzano                | Nossa Senhora Mãe do Redentor           | 1988            |                                |
| Suzano                | São Francisco de Assis                  | 1999            |                                |
| Suzano                | Santa Rita de Cássia                    | 2007            |                                |
| Suzano                | Divino Espírito Santo                   | 2009            |                                |
| Suzano                | São José Operário                       | 2014            |                                |
| Suzano                | Nossa Senhora de Lourdes                | 2015            |                                |
| Suzano                | São Judas Tadeu                         | 2015            |                                |
| Suzano                | Santa Helena                            | 2016            |                                |
| Suzano                | Divino Espírito Santo                   | 2021            |                                |
| Suzano                | Sagrado Coração de Jesus                | 2021            |                                |
| Ferraz de Vasconcelos | Nossa Senhora da Paz                    | 1954            |                                |
| Ferraz de Vasconcelos | Nossa Senhora Aparecida                 | 1971            |                                |
| Ferraz de Vasconcelos | São Francisco de Assis                  | 2006            |                                |
| Ferraz de Vasconcelos | Santa Cruz e Santa Margarida D'Youville | 2008            |                                |
| Ferraz de Vasconcelos | Nossa Senhora de Fátima                 | 2011            |                                |
| Ferraz de Vasconcelos | Santo Antônio de Pádua                  | 2013            |                                |
| Ferraz de Vasconcelos | São Paulo Apóstolo                      | 2016            |                                |
| Ferraz de Vasconcelos | Senhor Bom Jesus                        | 2021            |                                |
| Poá                   | Nossa Senhora de Lourdes                | 1935            |                                |
| Poá                   | Nossa Senhora de Fátima                 | 1975            |                                |
| Poá                   | Santo Rosa de Lima                      | 2014            |                                |
| Poá                   | São José                                | 2015            |                                |
| Poá                   | Nossa Senhora Aparecida                 | 2015            |                                |
| Poá                   | Santa Helena                            | 2019            |                                |
| Santa Isabel          | São Benedito                            | 1779            |                                |
| Santa Isabel          | Santa Isabel                            | 1812            |                                |
| Santa Isabel          | Senhor Bom Jesus                        | 1852            |                                |
| Santa Isabel          | São Bento do Parateí                    | 1972            |                                |
| Santa Isabel          | Nossa Senhora Aparecida                 | 1986            |                                |
| Santa Isabel          | Nossa Senhora Aparecida                 | 2012            |                                |
| Santa Isabel          | Nossa Senhora da Escada                 | 2017            |                                |
| Santa Isabel          | Santo Expedito                          | 2020            |                                |
| Santa Isabel          | São Lucas                               | 2021            |                                |
| Itaquaquecetuba       | Nossa Senhora D'Ajuda                   | 1779            |                                |
| Itaquaquecetuba       | Cristo Redentor                         | 1983            |                                |
| Itaquaquecetuba       | Jesus Divino Mestre                     | 1987            |                                |
| Itaquaquecetuba       | Nossa Senhora das Graças                | 1999            |                                |
| Itaquaquecetuba       | Santos Apóstolos                        | 2013            |                                |
| Itaquaquecetuba       | São Bartolomeu                          | 2013            |                                |
| Itaquaquecetuba       | Nossa Senhora do Carmo                  | 2014            |                                |
| Itaquaquecetuba       | Santa Isabel de Portugal                | 2015            |                                |
| Itaquaquecetuba       | Santa Rita de Cássia                    | 2015            |                                |
| Itaquaquecetuba       | Nossa Senhora Aparecida                 | 2016            |                                |
| Itaquaquecetuba       | São Gabriel da Virgem Dolorosa          | 2017            |                                |
| Itaquaquecetuba       | São Francisco de Assis                  | 2019            |                                |
| César de Souza        | Nossa Senhora do Carmo                  | 1951            |                                |
| César de Souza        | São Pedro Apóstolo                      | 1977            |                                |
| César de Souza        | São Benedito                            | 1977            |                                |
| César de Souza        | Sagrada Família                         | 1988            |                                |
| César de Souza        | Nossa Senhora de Guadalupe              | 2013            |                                |
| César de Souza        | Imaculada Conceição de Nossa Senhora    | 2015            |                                |
| César de Souza        | Santa Rita de Cássia                    | 2017            |                                |
| Brás Cubas            | Nossa Senhora Aparecida e São Roque     | 1958            |                                |
| Brás Cubas            | Santa Cruz                              | 1958            |                                |
| Brás Cubas            | São José Operário                       | 1963            |                                |
| Brás Cubas            | Imaculado Coração de Maria              | 1974            |                                |
| Brás Cubas            | São Sebastião                           | 1985            |                                |
| Brás Cubas            | Nossa Senhora da Paz                    | 1986            |                                |
| Brás Cubas            | São Maximiliano Kolbe                   | 2002            | Paróquia pessoal dos japoneses |
| Brás Cubas            | Nossa Senhora de Fátima                 | 2015            |                                |
| Brás Cubas            | São Judas Tadeu                         | 2015            |                                |
| Brás Cubas            | Santa Cruz                              | 2015            |                                |
| Brás Cubas            | Santa Luzia                             | 2017            |                                |
| Brás Cubas            | Nossa Senhora da Piedade                | 2017            |                                |
| Brás Cubas            | São Pedro Apóstolo                      | 2017            |                                |
| Brás Cubas            | Nossa Senhora das Graças                | 2018            |                                |
| Brás Cubas            | Nossa Senhora das Graças                | 2021            |                                |
| Salesópolis           | São Benedito                            | 1963            |                                |
| Salesópolis           | São José                                | 1968            |                                |
| Salesópolis           | Nossa Senhora dos Remédios              | 1984            |                                |
| Salesópolis           | Santa Luzia                             | 2015            |                                |

Demais Igrejas não constituídas como Paróquias:
| Região Pastoral | Nome                       | Observações         |
| --------------- | -------------------------- | ------------------- |
| Catedral        | Senhor Bom Jesus           | Santuário Diocesano |
| Catedral        | Maria, Mãe do Divino Amor  | Santuário           |
| Brás Cubas      | Cristo Amor Misericordioso | Santuário Diocesano |
| Brás Cubas      | Nossa Senhora das Graças   | Quase-Paróquia      |